# ناحیه گوپال‌گنج
ناحیه گوپال‌گنج (به لاتین: Gopalganj District, Bangladesh) یک ناحیه در کشور بنگلادش است که در استان داکا واقع شده‌است.

## خصوصیات
ناحیه گوپال‌گنج ۱٬۴۶۸٫۷۴ کیلومترمربع مساحت و ۱٬۱۷۲٬۴۱۵ نفر جمعیت دارد.